# Adenostyles dubia
Adenostyles dubia là một loài thực vật có hoa trong họ Cúc. Loài này được Rchb.f. mô tả khoa học đầu tiên năm 1853.